# Авторадіо
Авторадіо Україна — одна з найбільших радіостанцій Києва та України. Основою музичного формату є музика 1980-х—1990-х років, а також сучасні хіти вітчизняних та зарубіжних виконавців. Розпочала мовлення 5 квітня 1993 року, в Україні — 23 квітня 2004 року.

## Історія
23 квітня 2004 року на хвилях радіостанції «Довіра» (Київ, Вінниця, Луганськ, Умань, Шостка, Дніпропетровськ, Львів, Донецьк та Харків) розпочала своє мовлення українська філія російського «Авторадіо». Ефір почався з гімну радіостанції, після цього зазвучав музичний нон-стоп, який час від часу переривався джинглами. З початком російської агресії проти України, радіостанція не має жодного стосунку до однойменної радіостанції в РФ.
Першим директором радіостанції став Валентин Резніченко, який до того обіймав першого заступника голови радіо «Довіра». Саме він підписав на ім'я директора української служби Радіо Свобода Олександра Народецького про припинення трансляції її програм «через зміну програмної концепції».
4 травня 2004 року на радіостанції стартував проєкт «Дискотека 80-х».
З 13 жовтня 2017 року через рішення Національної ради з питань телнбачення та радіомовлення та закінчення терміну дії ліцензій розпочато вимкнення передавачів: Полтава (100 МГц), Вінниця (100,3 МГц), Нікополь (101,2 МГц), Умань (102,1 МГц), Шостка (102,5 МГц), Миколаїв (103,3 МГц), Дніпро (104,8 МГц), Львів (105,4 МГц), Херсон (105,6 МГц), Харків (106,1 МГц), Київ (107,4 МГц).
19 жовтня 2022 - Розглянувши заяви ДП «Телерадіоорганізація «Довіра» (FM-радіостанція «Авторадио») щодо продовження строку дії ліцензій на мовлення, Національна рада відхилила прохання заявника. Підставою стала наявність у структурі власності радіомовника іноземної компанії, що зареєстрована в Британських Віргінських Островах. Ця країна за рішенням Уряду входить до переліку офшорних зон. Закон України «Про телебачення і радіомовлення» забороняє засновувати і брати участь в телерадіоорганізаціях юридичним особам, зареєстрованим в офшорних зонах. Порушення цих вимог є підставою для відмови у продовженні ліцензії на мовлення. Тому, зважаючи на норму частини шостої статті 12 цього Закону, регулятор відмовився продовжувати строк дії шести ліцензій ДП «Телерадіоорганізація «Довіра». Вивільнені частоти – а це 17 частот у різних областях України, в тому числі обласних центрах – будуть внесені в перелік вільних частот для подальшого ліцензування: Сімферополь (90,6 МГц), Луцьк (90,2 МГц), Павлоград (106,1 МГц), Кривий Ріг (91,1 МГц), Мукачеве (99,9 МГц), Бердянськ (107,9 МГц), Мелітополь (105,2 МГц), Запоріжжя (99,3 МГц), Івано-Франківськ (106,4 МГц), Біла Церква (102,3 МГц), Южноукраїнськ (102,4 МГц), Антопіль (Рівненського району) (105,7 МГц), Суми (107,9 МГц), Тернопіль (91,7 МГц), Хмельницький (107,6 МГц), Чернігів (100,6 МГц), Черкаси (100,6 МГц). Але згодом радіостанція відновила мовлення в деяких містах на інших частотах у Києві, Дніпрі, Кривому Розі, Миколаєві, Одесі, Харкові, Черкасах, Житомирі, Кропивницькому, Сумах та Запоріжжі, а також у Кременчуці в ефірі радіостанції «Автохвиля».
1 серпня припинила мовлення у Кривому Розі на частоті 103.2 через закінчення терміну дії ліцензії.
13 серпня припинила мовлення у Миколаєві на частоті 106.4 через закінчення терміну дії ліцензії.
В інтерв'ю сайту "Детектор медіа" Денис Козлітін зізнався, що викупив в UMH Group бренд "Авторадіо" задля розвитку мережі радіостанції.

## Ведучі
- Катерина Соловйова
- Олександр Попов
- Артем Яковець
- Дмитро Єгоров

## Покриття
Мережа Авторадіо-Україна налічує 12 передавачів. В зоні впевненого прийому — 12 містах України.

## Частоти мовлення
- Київ — 107.4 FM
- Дніпро — 92.9 FM
- Житомир — 107.3 FM
- Запоріжжя — 107.0 FM
- Кременчук — 102.1 FM
- Кривий Ріг — 103.2 FM (немає мовлення)
- Кропивницький — 102.6 FM
- Миколаїв — 106.4 FM (немає мовлення)
- Одеса — 102.2 FM
- Суми — 99.4 FM
- Харків — 90.4 FM
- Черкаси — 101.6 FM (в планах припинення мовлення)

### Сторінки в соцмережах
- Авторадіо у соцмережі «Facebook»
- Канал Авторадіо на YouTube
- Авторадіо  у соцмережі «Instagram»

### Інші посилання
- АВТОРАДІО ПОВЕРНУЛОСЯ В КИЇВСЬКИЙ ЕФІР НА 107.4 FM

1. ↑  Архівована копія. Архів оригіналу за 2 листопада 2021. Процитовано 20 травня 2022.{{cite web}}:  Обслуговування CS1: Сторінки з текстом «archived copy» як значення параметру title (посилання)